# Francisco Sandaza
Francisco José Sandaza Asensio (ur. 30 listopada 1984 w Barcelonie) – hiszpański piłkarz występujący na pozycji pomocnika w AD Alcorcón.